# Ganterie Fabre
Die Ganterie Fabre, auch Maison Fabre, ist eine französische Handschuhfabrik, die seit 1924 in Millau im Département Aveyron im Süden Frankreichs existiert.

## Geschichte
Der Gründer Étienne Fabre erlernte im Alter von 16 Jahren das Handwerk des Handschuhmachers. Da zu Anfang des 20. Jahrhunderts die Aussichten in seinem Beruf schlecht waren, ging er nach Algerien, um dort seinen Militärdienst abzuleisten. Er stieg dort bis zum Unterfeldwebel in der berittenen Polizeitruppe auf.
Im Alter von 33 Jahren nahm Fabre seinen Beruf wieder auf und gründete in der damals mit 62 Betrieben wichtigsten Stadt des Handschuhhandwerks 1924 sein eigenes Unternehmen. Seine Zwillingssöhne übernahmen nach dem Tod Fabres 1941 den Familienbetrieb, der jedoch erst ab 1947 wieder florierte. Fabre und seine Ehefrau Rose machten die Produkte durch Handlungsreisen in aller Welt bekannt. Rose arbeitete mit verschiedenen Modehäusern in Paris zusammen und war so erfolgreich, dass bis zu 350 Personen im Familienbetrieb der Fabres fest angestellt waren.
Seit den 1970er Jahren konnte sich das Maison Fabre unter der Leitung der Enkel des Gründers durch die Erweiterung des Produktspektrums und eine Erneuerung der Produktionsstätten gegen die Krise des Handwerks stemmen. Zu den Entwerfern der verschiedenen Produkte zählen unter anderen die Stylisten Zina de Plagny, Lutz und die in Paris arbeitende Österreicherin Michaela Bürger sowie Chantal Tomass. Maison Fabre fertigt einmal nach Maß, gibt jedoch einen Teil der Fertigung an andere Firmen im Rahmen von Outsourcing weiter.
Maison Fabre arbeitet eng mit einigen der großen Kaufhäuser Frankreichs zusammen und kann auf einen steigenden Export zählen. Heute sind bei Maison Fabre noch 90 Personen fest angestellt.

## Standort Millau
Im Zentrum Millaus befinden sich seit 2005 in einem Neubau sowohl die Fertigung, ein Ausstellungsraum und die Büros der Ganterie Fabre. Die Fertigung kann jeweils an Freitagen das ganze Jahr über besichtigt werden. Von diesem Angebot haben in der Vergangenheit bis zu 20.000 Besucher pro Jahr profitiert.

## Ausstellungsraum in Paris
Im Ausstellungsraum der Ganterie Fabre im Pariser Palais Royal werden die jeweils neuesten Kreationen der Firma ausgestellt. Dort sind je nach Jahreszeit unter anderem Produkte aus hochglänzendem Leder, aus Fischleder, aus Lammleder oder aus Nerz, sowie Taschen aus bedrucktem oder gepresstem Leder zu sehen.